# 9344 Klopstock
9344 Klopstock eller 1991 RB4 är en asteroid i huvudbältet som upptäcktes den 12 september 1991 av de båda tyska astronomen Freimut Börngen och Lutz D. Schmadel vid Tautenburg-observatoriet. Den är uppkallad efter den tyske diktaren Friedrich Gottlieb Klopstock.
Asteroiden har en diameter på ungefär 17 kilometer.